# Seondan-dong
Seondan-dong (koreanska: 선단동) är en stadsdel i staden Pocheon i provinsen Gyeonggi, i den norra delen av Sydkorea, 40 km norr om huvudstaden Seoul.